# Studio A
Studio A – firma specjalizująca się w produkcji seriali. Powstała w maju 1994 roku. Obecnie firma należy do ATM Grupa S.A., która w lipcu 2007 roku nabyła 75% udziałów w Studio A.
Spółkę założyli: Alicja Resich-Modlińska, Jan Dworak i Maciej Strzembosz. Firma specjalizuje się w produkcji seriali telewizyjnych, filmów fabularnych, spektakli telewizyjnych, programów rozrywkowych talk-show oraz teleturniejów. Firma współpracuje ze stałym zespołem ludzi pracujących w zakresie developementu projektów, scenariuszy i produkcji (organizacja produkcji, kierownicy produkcji, scenarzyści, redaktorzy, reasearcherzy itd.).
Szczególne sukcesy przynosi produkcja gatunków komediowych: Serial Ranczo produkowany dla TVP, czy Miodowe lata Kocham Klarę i Dziupla Cezara emitowane w Telewizji Polsat oraz Halo Hans! (Polsat). Od 26 grudnia 2007 roku w kinach wyświetlany był film fabularny Ranczo Wilkowyje, oparty na wątkach serialowych.
Firma ma w swoim dorobku również seriale dla stacji TVN realizowane w porozumieniu z FremantleMedia Polska, inną firmą zajmującą się produkcją telewizyjną, takie jak: Camera Café, Kasia i Tomek.
Ze Studiem A współpracują gwiazdy polskiej komedii: Cezary Żak, Artur Barciś, a także Piotr Pręgowski, przygotowujący kolejne propozycje serialowe. Praktycznie na wyłączność związany jest ze Studiem A Wojciech Adamczyk, reżyser takich seriali jak Tata, a Marcin powiedział, Rodzina zastępcza, Miodowe lata, U fryzjera, Ranczo, Halo Hans!.
Nagrody:
- 21 stycznia 2009 - Studio A zostało wyróżnione w rankingu Diamentów miesięcznika Forbes jako jedna z najdynamiczniej rozwijających się firm.